# Semiothisa polioteta
Semiothisa polioteta är en fjärilsart som beskrevs av Bethune-Baker 1915. Semiothisa polioteta ingår i släktet Semiothisa och familjen mätare. Inga underarter finns listade i Catalogue of Life.